# Three Sisters, Alberta
Three Sisters, i översättning De tre systrarna, är tre bergstoppar nära Canmore, Alberta i Kanada. Topparna kallas var för sig Storasyster, Mellansyster och Lillasyster.
I det traditionella språket som ursprungsbefolkningen Îyârhe Nakoda (eller Stoney) talar kallas bergstopparna också för three sisters. Namnet anspelar på en berättelse om Ĩ-ktomnĩ, den gamle mannen eller bluffmakaren, som lovade 'tre systrar' i giftermål när han hade problem.